# Planmeca
Planmeca é uma empresa finlandesa que fabrica equipamentos médicos e odontológicos.
Foi criada em 1971 e seu portifólio de produtos inclui equipamentos de atendimentos e raio-X odontológicos,  dispositivos de imagem 3D e 2D, imagens digitais, sistemas  CAD/CAM e aplicativos de software.
Seus produtos são desenvolvidos e fabricados na Finlândia e 98% da sua produção é exportada para mais de 120 países do mundo todo.

## História
A Planmeca foi fundada por Heikki Kyöstilä em Helsinki na Finlândia em 1971 e começou com a fabricação de banquetas e armários de instrumentos para dentistas, em 1977 ela desenvolve uma cadeira de pacientes e em 1979 passou a fabricar unidades odontológicas.
A partir dos anos 1980 ela se expande para o exterior abrindo filiais nos Estados Unidos, Itália e Suécia, em 1983 criou a primeira cadeira odontológica controlada por microprocessador e em 1986 passou a produzir unidades de raio X com o lançamento de um dispositivo de imagem panorâmica controlado por microprocessador.
Na década de 1990, a Planmeca lançou um sistema de imagem digital no International Dental Show (IDS) em 1995, acompanhado de software para visualização e processamento das imagens, no ano de 1999, a empresa introduziu um sistema integrado para clínicas odontológicas totalmente digitais, permitindo o acesso instantâneo a todas as informações de um paciente, como imagens de raio X e dados, através de um monitor dentro do consultório.
Na década de 2000, a odontologia passou por uma digitalização acelerada, impactando tanto os equipamentos de imagem quanto os sistemas de software, em 2005, a Planmeca lançou um sistema de tomografia computadorizada de feixe cônico para capturar imagens em 3D, com foco em faculdades de odontologia, ela lançou também uma plataforma de software para processar imagens de raio X. Durante esta década, a empresa trouxe várias inovações tecnológicas, incluindo uma unidade odontológica completamente ajustável com movimentos motorizados simétricos em 2007.
Em 2011, a Planmeca avançou ainda mais na imagem digital ao se tornar a primeira empresa a integrar três diferentes tipos de dados 3D em um modelo 3D completo com uma unidade de raio X, as unidades Planmeca 3D combinam imagens CBCT, fotos faciais 3D e modelos 3D de escaneamento em um paciente virtual tridimensional, em 2014, a Planmeca lançou uma plataforma dedicada à educação e treinamento em odontologia digital, oferecendo cursos focados na formação de profissionais na área de tecnologia odontológica e saúde bucal. No ano de 2015, ela lançou como o primeiro software odontológico que integra imagens 2D e 3D, além de um fluxo de trabalho completo CAD/CAM em uma única plataforma.
Em dezembro de 2024, expandiu suas operações ao inaugurar um novo centro de usinagem em sua sede na Finlândia.

## Marcas da Planmeca
| Marca                      | Área de Atuação                                                                           |
| -------------------------- | ----------------------------------------------------------------------------------------- |
| Planmeca                   | Fabrica equipamentos odontológicos.                                                       |
| Planmed                    | Fabrica equipamentos e acessórios de imagem para mamografia e imagem ortopédica.          |
| Plandent                   | Fabrica suprimentos odontológicos para consultórios e laboratórios odontológicos.         |
| KaVo Dental                | Fabrica unidades de atendimento odontológico, instrumentos e equipamentos de laboratório. |
| LM-Instruments             | Instrumentos odontológicos, dispositivos ultrassônicos, aparelhos ortodônticos.           |
| Opus Systemer              | Softwares odontológicos.                                                                  |
| Triangle Furniture Systems | Soluções em armários odontológicos e centros de esterilização.                            |
| HeySmile                   | Fabricação de alinhadores ortodônticos.                                                   |